# 阿尔代什河畔圣瑞斯特
阿尔代什河畔圣瑞斯特（法語：Saint-Just-d'Ardèche）是法国阿尔代什省的一个市镇，属于普里瓦区。该市镇2009年时的人口为1,684人。

## 人口
阿尔代什河畔圣瑞斯特人口变化图示
| 数据来源：INSEE |